# Eurodryas sesquiargentea
Eurodryas sesquiargentea är en fjärilsart som beskrevs av Ruggero Verity 1950. Eurodryas sesquiargentea ingår i släktet Eurodryas och familjen praktfjärilar. Inga underarter finns listade i Catalogue of Life.